# Noël van Klaveren
Pour les articles homonymes, voir van Klaveren.
Noël van Klaveren, née le 27 novembre 1995 à Alphen-sur-le-Rhin, est une gymnaste artistique néerlandaise. Elle est médaillée d'argent aux Championnats d'Europe 2013 en saut de cheval.

## Palmarès

### Championnats d'Europe
- Moscou 2013
  -  Médaille d'argent au saut de cheval

- Montpellier 2015
  - 4e au saut de cheval